# Oumar Mariko
Oumar Mariko (4 de febrero de 1959) es un médico, político y notable exactivista estudiantil de Malí. Es el secretario general de Solidaridad Africana por la Democracia y la Independencia (SADI) y fue tres veces candidato a la presidencia de Malí, en 2002, 2007 y 2013.

## Biografía
Nacido en Bafoulabé, su participación en la política comenzó en sus días de estudiante. Trabajó como parte de la Unión Nacional de Estudiantes y Alumnos de Malí (UNEEM) en el Liceo Dioila 1976-1977 y el liceo Badalabougou de 1978 a 1979. Fue miembro de la organización de la oficina de la Unión de 1979 a 1980. Una fundación miembro de la Asociación de estudiantes de Malí y de los alumnos, donde fue su secretario general de 1990 a 1992. Mariko lideró las protestas que finalmente llevaron al derrocamiento de Moussa Traoré en 1991 y participó en el Comité de Transición para la Salvación del Pueblo (CTSP) que representó la Asociación de Estudiantes.